# Krasnovolea, Manevîci
Krasnovolea (în ucraineană Красноволя) este localitatea de reședință a comunei Krasnovolea din raionul Manevîci, regiunea Volînia, Ucraina.

## Demografie
Componența lingvistică a localității Krasnovolea
     Ucraineană (99,75%)
     Alte limbi (0,25%)
Conform recensământului din 2001, majoritatea populației localității Krasnovolea era vorbitoare de ucraineană (99,75%), existând în minoritate și vorbitori de alte limbi.